# Azarkiewiczowie
Azarkiewiczowie – polski ród szlachecki nieznanego herbu, używający przydomku Morala, którego pochodzenie dotychczas nie zostało gruntownie zbadane.
W 1783 r. wylegitymowali się ze szlachectwa przed Lwowskim Sądem Ziemskim bracia Bazyli i Teodor Azarkiewiczowie, synowie Aleksandra Azarkiewicza oraz Teodozji ze Struskowskich, wnukowie zaś Bazylego Azarkiewicza oraz Marianny z Michalewiczów.
Od XVIII w. do II wojny światowej ród Azarkiewiczów zamieszkiwał w powiecie tłumackim.